# 金子義昭
金子 義昭（かねこ よしあき、1940年 - ）は、日本の財務官僚。

## 人物
1963年（昭和38年）、大蔵省入省。同期に、小村武（日本政投銀総裁、大蔵事務次官、主計局長）、日高壮平（FISC理事長、国税庁長官）、中平幸典（信金中央金庫理事長、財務官）、西村吉正（銀行局長）、金野俊美（ヒメノ会長、印刷局長）、龍宝惟男（オーミケンシ社長）、米沢潤一（政策研究院大学教授、日銀理事、関税局長）、川嶋烈（茨城銀行頭取）、石坂匡身（大蔵財務協会理事長、損保協会副理事長、環境事務次官、理財局長）、田中寿（造幣局長）ら。

## 学歴
- 茨城県立水戸第一高等学校卒業
- 1963年、東京大学法学部卒業

## 経歴
- 1963年 - 大蔵省入省（主計局総務課）
- 1965年 - 大阪国税局調査部
- 1966年 - 留学（イギリスヨーク大学）
- 1968年 - 大臣官房調査企画課調査主任[1]
- 1969年 - 岡崎税務署長
- 1970年 - 関税局国際課長補佐（開発途上国一般・二国間貿易）[2]
- 1972年 - 関東信越国税局総務部総務課長
- 1974年 - 理財局国債課長補佐
- 1976年 - 国際金融局短期資金課長補佐
- 1978年 - 外務省研修所
- 1979年 - OECD代表部一等書記官、参事官
- 1982年 - 国際金融局投資第二課長
- 1983年 - 国際金融局企画課長
- 1984年 - 国際金融局短期資金課長
- 1986年 - 国際金融局金融業務課長
- 1987年 - 国際金融局総務課長
- 1988年 - 外務省在米国日本大使館公使
- 1991年 - 大臣官房審議官（証券局担当）
- 1992年 - 日本銀行政策委員会大蔵省代表委員
- 1993年 - 東京証券取引所顧問、常務理事
- 1997年 - 東京証券取引所専務理事
- 2001年 - 社団法人投資信託協会副会長、専務理事
- 2008年 - JPモルガン証券株式会社顧問